# Maransis
Maransis is een geslacht van wandelende takken uit de familie Bacillidae. De wetenschappelijke naam van dit geslacht is voor het eerst voorgesteld door Ferdinand Karsch in een publicatie uit 1898. De soorten van dit geslacht komen in Afrika voor.

## Soorten
Het geslacht Maransis omvat de volgende soorten:
- Maransis bilineolatus (Brunner von Wattenwyl, 1907)
- Maransis browni Brock, 2005
- Maransis cerviformis (Rehn, 1912)
- Maransis gramineus (Bates, 1865)
- Maransis incertus (Rehn, 1914)
- Maransis lineolatus (Brunner von Wattenwyl, 1907)
- Maransis mozambicus (Westwood, 1859)
- Maransis nigroantennatus (Brunner von Wattenwyl, 1907)
- Maransis pluto (Rehn, 1914)
- Maransis rufolineatus Schulthess, 1899
- Maransis schulthessi (Carl, 1913)
- Maransis senex (Rehn, 1911)
- Maransis trilineatus (Stål, 1875)
- Maransis undussumensis (Rehn, 1914)
- Maransis zambesicus (Brunner von Wattenwyl, 1907)